# Nancy Chartier
Pour les articles homonymes, voir Chartier.
Nancy Chartier est une actrice, productrice, réalisatrice, monteuse et scénariste américaine.

## Filmographie

### Comme actrice
- 1993 : Brutal Fury : Miss Jones
- 1993 : Walker, Texas Ranger (série télévisée) : Hoss' Bride
- 1997 : It's in the Water : Sloan
- 2006 : My Apology to DISD (court métrage)
- 2006 : Date.Con
- 2007 : 4 Minute Matisse (court métrage) : Nancy
- 2007 : Divine Souls : Kerri
- 2007 : The Girl for Me: The Mockingbird Station Movie : Shrink
- 2008 : Adrift (court métrage) : Wendy
- 2008 : The Imposter : Host
- 2009 : Lost and Found (court métrage) : Mom
- 2009 : Carried Away (en) : la motoriste
- 2010 : Bail Out (court métrage) : Mary Margaret
- 2010 : Custody (court métrage) : Denise
- 2010 : Truth Be Told (court métrage) : Mrs. Viders
- 2011 : Welcome Home (court métrage) : Abused Mother
- 2012 : The Colonel's Family (téléfilm) : Kim Molina
- 2013-2014 : Bail Out (série télévisée) : Renee
- 2014 : The Absence (court métrage) : Ashley
- 2014 : Blue Family : la mère
- 2015 : Five Star Dinner Club (court métrage) : Megan
- 2015-2016 : Yoga Garage (série télévisée) : Marla
- 2016 : Puppet & Me (série télévisée) : Candace Snill
- 2016 : The Highland Park, TX Hockey League : Nina Spublakova
- 2016 : Longmire (série télévisée) : la réceptionniste
- 2016 : The Night Everything Changed (téléfilm) : Kitty Jones
- 2016 : Don't Let's Start
- 2017 : Glow : Denise
- 2017 : Time to Shine : Dr. Yarber
- 2017 : Class Rank

### Comme scénariste
- 2006 : Date.Con
- 2007 : 4 Minute Matisse (court métrage)
- 2009 : Every Time a Bell Rings... (court métrage)

### Comme monteuse
- 2006 : Date.Con

### Comme productrice
- 2007 : 4 Minute Matisse (court métrage)
- 2009 : Every Time a Bell Rings... (court métrage)

### Comme réalisatrice
- 2009 : Every Time a Bell Rings... (court métrage)
- 2013 : High School Honeys (court métrage)